# Ибаньес, Андрес
Андрес Ибаньес (7 февраля 1844, Санта-Крус-де-ла-Сьерра — 1 мая 1877, около Сан-Диего, Боливия) — боливийский общественный деятель, лидер «Клуба равенства», один из руководителей восстания в провинции Санта-Крус.

## Детство и молодость
Родился 7 февраля 1844 года в Санта-Крус в богатой креольской семье. Его родной Санта-Крус со времен конкисты обладал значительными льготами (например, освобождение от алькабалы, гербового сбора и т. д.). В его родном городе численно преобладали ремесленники, причём уровень грамотности был самый высокий в стране. Андрес в феврале 1868 году получил диплом адвоката Университета Сукре и вернулся на родину, где стал сначала секретарём префектуры, а потом районным прокурором.

## Политическая деятельность
Ибаньес и его отец в 1870 году участвовали в восстании против диктатуры Мельгарехо, для свержения которого предоставили свой дом в Санта-Крусе. В результате, Андрес Ибаньес стал очень популярен среди земляков. В 1871 году был избран на выборах в Конгресс Боливии, где занимался делами Санта-Крус. На него было совершено неудачное покушение. С 1872 года Ибаньес и его сторонники издавали газету «El Eco de la Igualdad» («Эхо равенства») под лозунгом «газета народа и для народа».
В 1874 году на перевыборах в Конгресс Ибаньес в знак равенства с народом снял фрак и туфли (одежда, которую носили богатые креолы). В 1874 году он основал «Клуб равенства», члены которого назывались игуалитариями. Возможно, на взгляды Ибаньеса оказала влияние Парижская коммуна, во всяком случае местные газеты называли его коммунистом. В 1875 году Ибаньес и его сторонники попытались захватить власть в Боливии, нанеся три удара: по Ла-Пасу, по Санта-Крусу (им командовал лично Ибаньес) и в Кочабамбе. Все атаки были отбиты (хотя удалось сжечь президентский дворец), а Ибаньес бежал. Однако вскоре (в феврале 1876 года) президент страны Фриас объявил амнистию по всем политическим преступлениям, и Ибаньес смог вернуться в Санта-Крус. Его «Клуб равенства» вновь заработал и его численность к апрелю того же года превысила 600 человек. Шла подготовка к назначенным на май того же года выборам в Конгресс, но 4 мая 1876 года в результате военного переворота власть в Боливии захватил один из участников предвыборной кампании Даса. Хотя Даса был на предстоящих выборах кандидатом, которого активно поддерживали игуалитарии, но он не оправдал их надежд: уже в августе 1876 года новый президент решил передать власть в Санта-Крусе совету нотаблей. Против этого выступил Ибаньес, за что был арестован и должен был быть отправлен в Ла-Пас для суда.

## Революционное восстание 1876—1877 годов
1 октября 1876 года гарнизон Санта-Крус поднял восстание (к которому примкнули местные жители) и освободил Ибаньеса. Причины восстания носили чисто экономический характер — солдатам 6 месяцев не платили жалованье. Ибаньес пообещал погасить задолженность. На следующий день в часовне Колехио прошёл городской сход, на котором Андрес Ибаньес был провозглашен префектом и командующим. Там же приняли манифест «Акт народа», согласно которому Ибаньес должен был управлять департаментом в соответствие с идеями игуалитариев. Власть Ибаньеса была ограничена комиссией, состоявшей из епископа Франсиско Хавьера Родригеса и Франсиско Веласко. Идеи равенства, которые проповедовал Ибаньес привели к бегству из города части зажиточных креолов. Для того, чтобы выплатить задолженность перед гарнизоном (около 39 тыс. песо) было собрано добровольных взносов около 1500 песо, а также конфисковано (в основном у откупщиков и церкви) более 48000 песо. Также было конфисковано имущество вице-консула Аргентины и одновременно самого богатого торговца города Анхеля Костаса. Позднее, в январе 1877 года для закупки оружия и патронов, были посажены в тюрьму трое богачей и отпущены только после уплаты выкупа. Конфискации привели к расколу игуалитариев — в декабре 1876 года «Клуб равенства» покинул его президент Барбери. Вооружая сторонников, Ибаньес одновременно заявлял о своей лояльности и приверженности принципу территориальной целостности Боливии. Так он в декабре 1876 года принял назначенного президентом нового префекта Санта-Крус Переса. Однако договориться с ним не удалось, и в Рождество 1877 года произошло восстание — солдаты в Санта-Крусе вывели Ибаньеса на площадь и провозгласили создание Федерации. Была создана Военная хунта Восточного федерального штата, в которую вошли Ибаньес (военный и финансовый министр) и ещё два человека. Федеральная хунта сразу же издала прокламацию, в которой признала верховную власть президента Боливии. Однако Даса отказался доверить Ибаньесу управление Санта-Крусом. Не подчинились Ибаньесу и другие города департамента кроме столицы и Чикитания. Ибаньес принялся устанавливать власть в провинции — лично организовал успешный военный поход против непокорного города Вальегранда. Защищавшая этот населённый пункт национальная гвардия была разбита, сам город взят игуалитариями. Однако стало известно, что к Санта-Крусу приближаются президентские войска во главе с военным министром Карлосом де Вильегасом. Ибаньес с 300 людьми и 2 пушками бежал из Санта-Круса, куда без боя уже 9 марта вступили президентские части. Хотя Вильегас объявил амнистию всем добровольно сдавшимся, но президент Даса её отменил и были проведены репрессии. Ибаньес и шесть его сторонников были схвачены в конце апреля 1877 года в местечке Сан-Диего около границы с Бразилией и после быстрого суда расстреляны 1 мая того же года.